# Zelena Partija Ukrajiny
Strana zelených Ukrajiny, (v ukrajinštině Партія зелених України) je mimoparlamentní ukrajinská politická strana zaměřená na prosazování ochrany životního prostředí. Byla založena na začátku 90. let 20. století. Strana má v současnosti okolo 28 000 členů.
Ve volbách v roce 1998 získala 5,5 % hlasů, díky čemuž obsadila 19 křesel v ukrajinském parlamentu. Při následných volbách v roce 2002 již svůj úspěch nezopakovala. V parlamentních volbách 2014 získala pouze 0,24 % hlasů.
Je členem Evropské strany zelených.